# Tropidurus semitaeniatus
Espèce
Synonymes
- Agama semitaeniatus Spix, 1825
- Tapinurus scutipunctatus Amaral, 1933

Statut de conservation UICN

 LC  : Préoccupation mineure
Tropidurus semitaeniatus est une espèce de sauriens de la famille des Tropiduridae.

## Répartition
Cette espèce est endémique du Brésil. Elle se rencontre dans les États de Rio Grande do Norte, du Paraíba, du Pernambouc, du Ceará, d'Alagoas, de Bahia et du Sergipe.

## Publication originale
- Spix, 1825 : Animalia nova sive species nova lacertarum quas in itinere per Brasiliam annis MDCCCXVII-MDCCCXX jussu et auspicius Maximiliani Josephi I Bavariae Regis suscepto collegit et descripsit Dr. J. B. de Spix, p. 1-26 (texte intégral).